# Clavija
Clavija är ett släkte av viveväxter. Clavija ingår i familjen viveväxter.

## Bildgalleri

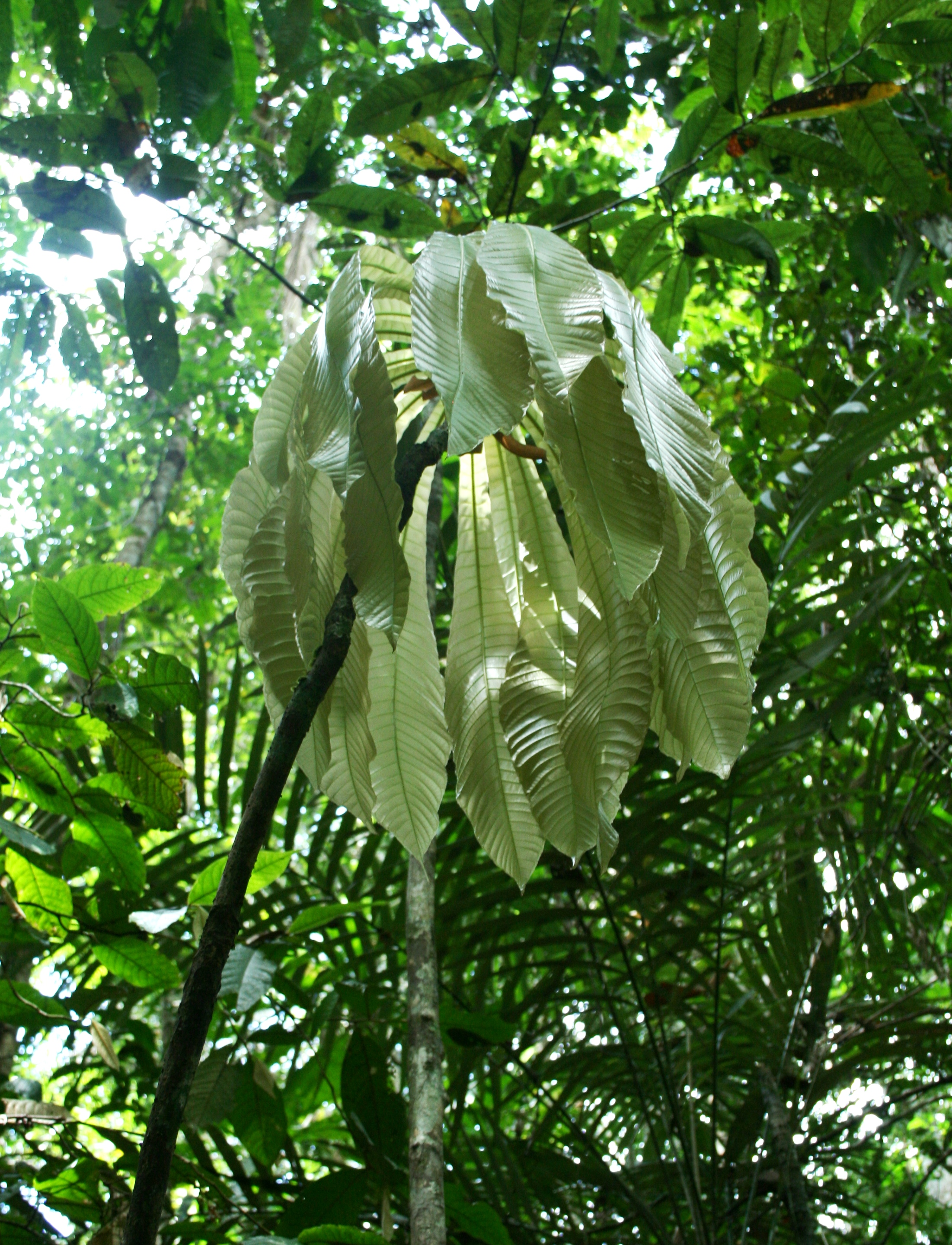
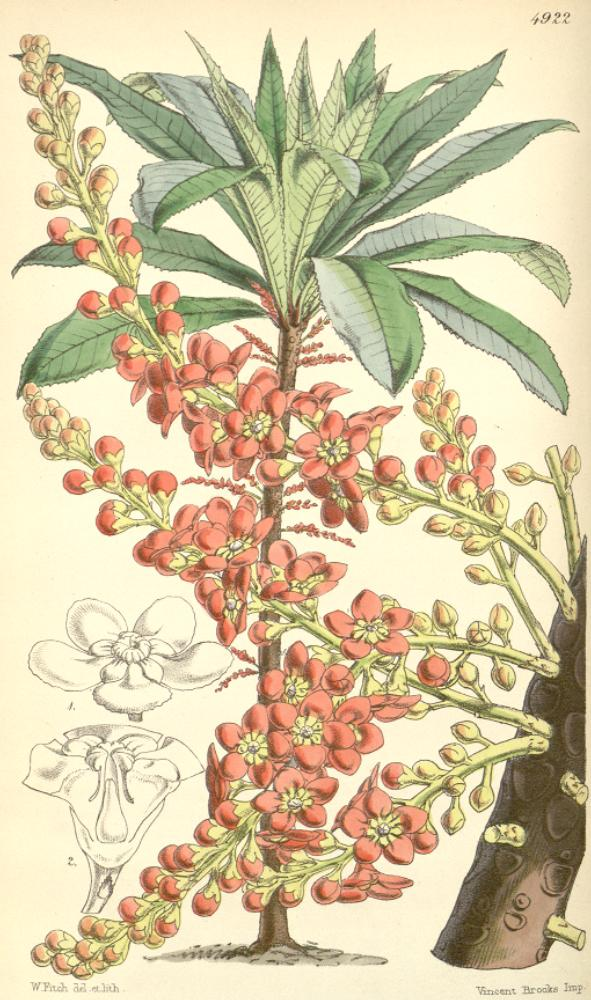
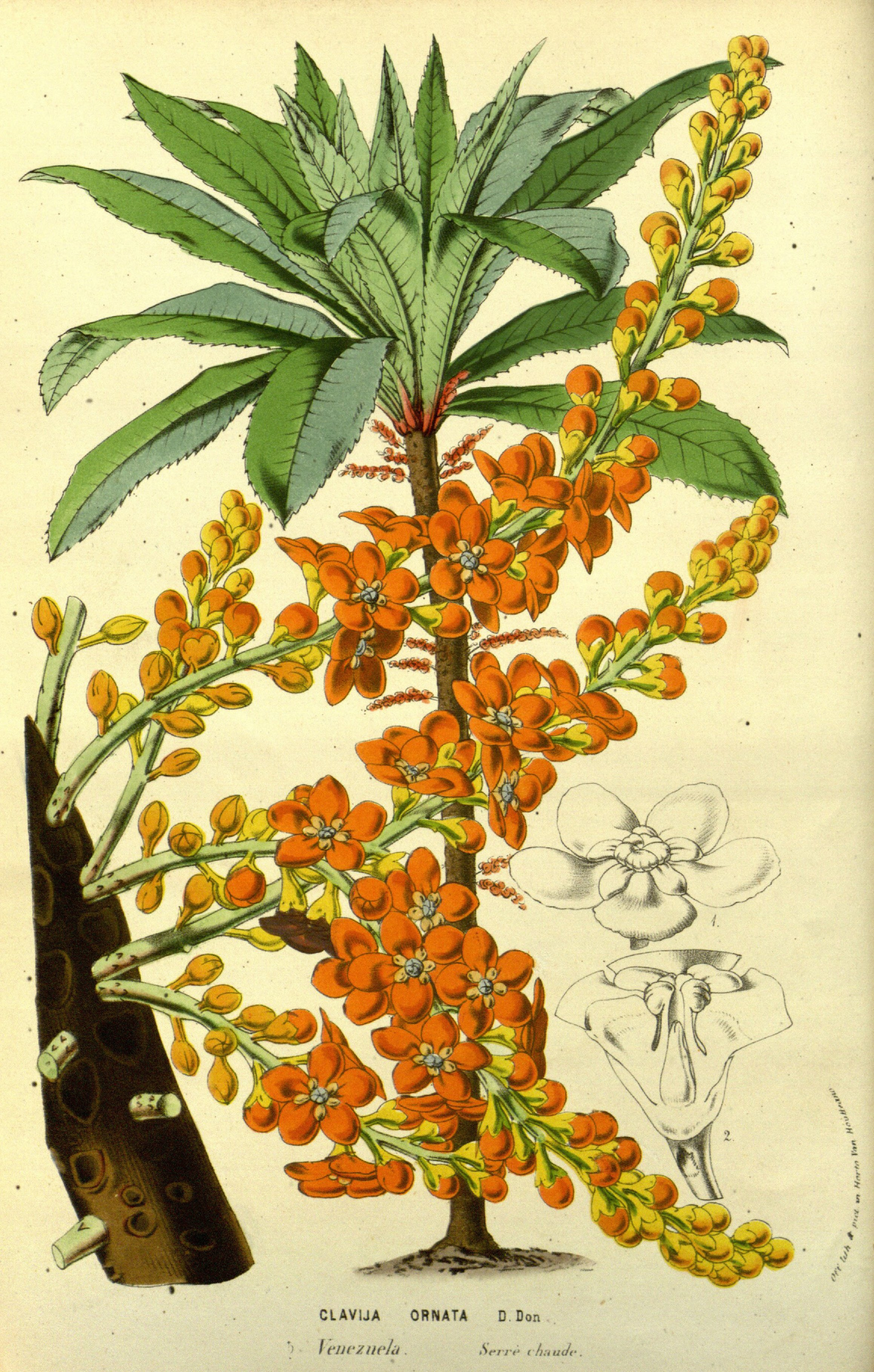

## Dottertaxa tillClavija, i alfabetisk ordning[1]
- Clavija biborrana
- Clavija caloneura
- Clavija cardenasii
- Clavija cauliflora
- Clavija clavata
- Clavija colombiana
- Clavija costaricana
- Clavija domingensis
- Clavija eggersiana
- Clavija elliptica
- Clavija engelsii
- Clavija euerganea
- Clavija fernandezii
- Clavija formosa
- Clavija fulgens
- Clavija fusca
- Clavija glandulifera
- Clavija grandis
- Clavija harlingii
- Clavija hookeri
- Clavija imatacae
- Clavija imazae
- Clavija jelskii
- Clavija kalbreyeri
- Clavija killipii
- Clavija lancifolia
- Clavija laplanadae
- Clavija latifolia
- Clavija lehmannii
- Clavija leucocraspeda
- Clavija macrocarpa
- Clavija macrophylla
- Clavija membranacea
- Clavija mezii
- Clavija minor
- Clavija myrmecocarpa
- Clavija neglecta
- Clavija nutans
- Clavija obtusifolia
- Clavija ornata
- Clavija parvula
- Clavija peruviana
- Clavija plumbea
- Clavija poeppigii
- Clavija procera
- Clavija pubens
- Clavija pungens
- Clavija repanda
- Clavija rodekiana
- Clavija sanctae-martae
- Clavija schwackeana
- Clavija septentrionalis
- Clavija serratifolia
- Clavija sparsifolia
- Clavija spinosa
- Clavija subandina
- Clavija tarapotana
- Clavija umbrosa
- Clavija wallnoeferi
- Clavija weberbaueri
- Clavija venosa